# Jet4you
Jet4you – marokańska tania linia lotnicza z siedzibą w Casablance. Głównym węzłem jest port lotniczy Marrakesz-Menara.